# 謝明昌
謝明昌（1963年6月1日—），臺灣氣象主播。中國文化大學大氣科學系、台灣大學大氣科學研究所畢業。1988年通過高考進入交通部中央氣象局。曾任氣象預報中心預報員、課長、簡任技正，於2021年6月1日退休，6月21日起擔任TVBS新聞台資深當家氣象主播。

## 簡歷
謝明昌從小就喜歡打桌球，曾經被教練聘請他加入桌球校隊，迄今已有40餘年。
1988年，通過高考後入行交通部中央氣象局，擔任氣象預報中心預報員、課長、簡任技正的工作，並且連續3年拿下氣象預報總冠軍。
2021年6月1日，宣布從待了近35年的氣象局退休。
同年6月21日，TVBS新聞台聘請謝明昌擔任資深當家氣象主播，播報TVBS新聞台傍晚17時15分和晚間19時45分以及TVBS主頻道晚間19時50分之氣象，亦為前任任立渝的接班人。

## 經歷
- 1988年－2021年6月1日：中央氣象局氣象預報中心預報員、課長、簡任技正。
- 2021年6月21日-至今：TVBS資深當家氣象主播。

## 外部連結
- 謝明昌主播專區-TVBS官方網站 （页面存档备份，存于）